# Philadelphia Field Club
Philadelphia Field Club to nazwa czterech klubów piłkarskich z Filadelfii. Wszystkie cztery „wersje” Philadelphia F.C. są w 1 lidze American Soccer League.

## Philadelphia F.C.
Philadelphia Field Club, zwany również jako Philadelphia F.C. był pierwszym klubem w American Soccer League założonym w Filadelfii. Przed sezonem, właściciele mocnego klubu Bethlehem Steel F.C. zdecydowali się rozwiązać klub i utworzyć Philadelphia F.C. Klub przejął większość dobrych graczy z Bethlehem i z innych klubów. Nie było więc niespodzianką, że klub wygrał pierwsze mistrzostwa ASL. Po sezonie, kierownictwo sprzedało większość najlepszych graczy z powodu braku pieniędzy. Wtedy drużyna powróciła do Bethlehem.

### Rok po roku
| Rok     | Dywizja | Liga | Sezon | Playoffy              | U.S. Open Cup |
| ------- | ------- | ---- | ----- | --------------------- | ------------- |
| 1921/22 | 1       | ASL  | 1     | Mistrz (bez playoffu) | Czwarta runda |

## Philadelphia F.C./Celtic
Po pierwszym powrocie Philadelphia F.C. do Bethlehem, nowa drużyna, nazwama również Philadelphia Field Club dołączyła do American Soccer League na swój drugi sezon.
Po sezonie 1926/27, Philadelphia F.C zostało kupione przez nowego menedżera, który kupił dobrych graczy z Irlandii i zmienił nazwę klubu na Philadelphia Celtic. Przez bankructwo drużyna zagrała tylko 10 meczów w 1 połowie sezonu 1927/28.

### Rok po roku
| Rok     | Dywizja | Liga | Sezon         | Playoffy     | U.S. Open Cup  |
| ------- | ------- | ---- | ------------- | ------------ | -------------- |
| 1922/23 | 1       | ASL  | 8             | Bez playoffu | ?              |
| 1923/24 | 1       | ASL  | 7             | Bez playoffu | ?              |
| 1924/25 | 1       | ASL  | 12            | Bez playoffu | Nie weszli     |
| 1925/26 | 1       | ASL  | 11            | Bez playoffu | Druga runda    |
| 1926/27 | 1       | ASL  | 11            | Bez playoffu | Pierwsza runda |
| 1927/28 | 1       | ASL  | 12 (1 połowa) | bd.          | bd.            |

## Philadelphia F.C. III
Trzecia Philadelphia F.C. dołączyła do American Soccer League sezon po tym jak Philadelphia Celtic zbankrutowało. Drużyna zagrała ograniczoną liczbę meczów i upadła po jej jedynym sezonie.

### Rok po roku
| Rok     | Dywizja | Liga | Sezon                      | Playoffy                | U.S. Open Cup |
| ------- | ------- | ---- | -------------------------- | ----------------------- | ------------- |
| 1928/29 | 1       | ASL  | 7 (1 połowa); 6 (2 połowa) | Nie zakwalifikowali się | ?             |

## Bridgeport Bears/Philadelphia F.C.
Bridgeport Bears dołączyło do American Soccer League w roku 1929. Po zaledwie sześciu rozegranych meczach drużyna przeniosła się do Filadelfii aby zostać czwartym Philadelphia Field Club. Zagrali osiem meczów zanim sezon został przerwany przez upadek ASL i Eastern Soccer League.

### Rok po roku
| Rok  | Dywizja | Liga | Sezon | Playoffy     | U.S. Open Cup |
| ---- | ------- | ---- | ----- | ------------ | ------------- |
| 1929 | 1       | ASL  | 9     | Bez playoffu | bd.           |